# Paulo Guedes (político)
Paulo José Carlos Guedes (Itacarambi, 1º de outubro de 1970) é um professor e político brasileiro, filiado ao Partido dos Trabalhadores (PT). Atualmente é deputado federal por Minas Gerais.

## Biografia
Nas eleições de 2014, foi eleito deputado estadual com 164.831 votos, o mais votado do estado.
A convite do governador Fernando Pimentel, assumiu em 2015 a Secretaria de Estado de Desenvolvimento e Integração do Norte e Nordeste de Minas Gerais (Sedinor).
Nas eleições de 2018, foi eleito deputado federal com 176.841 votos, recebendo a terceira maior votação do estado.
Em 25 de setembro de 2022, durante um ato de sua campanha à reeleição a deputado federal nas eleições estaduais em Minas Gerais, Guedes denunciou um atentado contra ele e sua equipe, afirmando que três tiros foram disparados em sua direção a partir de um carro, no fim de uma carreata em Montes Claros. Ninguém foi ferido, e o suspeito, que seria um policial militar à paisana, foi preso.